# Messier 103
Messier 103 (M103 ili NGC 581) je otvoreni skup u zviježđu Kasiopeji kojeg je otkrio Pierre Méchain 1781. godine. 

## Svojstva
M103 je relativno rijedak otvoreni skup. Prema starijim procjenama sastoji se od 25 do 60 zvijezda, a moderne procjene govore da skupu pripadaju 172 zvijezde. M103 je jedan od udaljenijih skupova iz Messierova kataloga. Nalazi se na udaljenosti od oko 8500 ly. Udaljenost nije točno poznata i procjene se kreću od 8000 do 9200 ly. 
M103 se proteže 15 svjetlosnih godina u promjeru. Skup nam prilazi brzinom od 37 km/s.

## Amaterska promatranja
M103 je lako pronaći dvogledom, nalazi se u blizini zvijezde Epsilon Kasiopeje. U dvogledu se skup vidi kao magličasti oblačak. Za uočavanje zvijezda potreban je manji teleskop. Teleskop će pokazati da je dominantna zvijezda u skupu Struve 131, dvostruka zvijezda koja ne pripada skupu već se nalazi u doglednici. U 200 milimetarskom teleskopu vidljivo je oko 20 zvijezda.

## Vanjske poveznice
Skica skupa M103